# Saison 2 de The Cleveland Show
Chronologie
Saison 1 Saison 3
La deuxième saison de The Cleveland Show a été diffusée pour la première fois aux États-Unis sur la Fox entre le 26 septembre 2010 et le 15 mai 2011.
En France, elle est diffusée sur France Ô entre le 2 et le 30 septembre 2011.

## Épisodes
| No. | #  | Titre                                                              | Réalisation        | Scénario                                | Date de diffusion | Date de diffusion | Audience |
| --- | -- | ------------------------------------------------------------------ | ------------------ | --------------------------------------- | ----------------- | ----------------- | -------- |
| 22  | 1  | Star du hip-hop Harder, Better, Faster, Browner                    | Ian Graham         | Matt Murray                             | 26 septembre 2010 | 2 septembre 2011  | 6,60     |
|     |    |                                                                    |                    |                                         |                   |                   |          |
| 23  | 2  | En direct live ! Cleveland Live!                                   | Ken Wong           | Jonathan Green et Gabe Miller           | 3 octobre 2010    | 2 septembre 2011  | 6,65     |
|     |    |                                                                    |                    |                                         |                   |                   |          |
| 24  | 3  | Le Retour aux sources Cleveland Got His Groove Back                | Oreste Canestrelli | Julius Sharpe                           | 10 octobre 2010   | 2 septembre 2011  | 5,63     |
|     |    |                                                                    |                    |                                         |                   |                   |          |
| 25  | 4  | La T'œuf d'Halloween It's the Great Pancake, Cleveland Brown       | Ron Rubio          | Aseem Batra                             | 7 novembre 2010   | 2 septembre 2011  | 6,68     |
|     |    |                                                                    |                    |                                         |                   |                   |          |
| 26  | 5  | Tricher n'est pas jouer Little Man on Campus                       | Anthony Agrusa     | Kevin Biggins et Travis Bowe            | 14 novembre 2010  | 2 septembre 2011  | 6,66     |
|     |    |                                                                    |                    |                                         |                   |                   |          |
| 27  | 6  | Roboporc Fat and Wet                                               | Matt Engstrom      | Kirker Butler                           | 21 novembre 2010  | 9 septembre 2011  | 5,07     |
|     |    |                                                                    |                    |                                         |                   |                   |          |
| 28  | 7  | Encore un Thanksgiving raté Another Bad Thanksgiving               | Mike L. Mayfield   | Clarence Livingston                     | 28 novembre 2010  | 9 septembre 2011  | 7,39     |
|     |    |                                                                    |                    |                                         |                   |                   |          |
| 29  | 8  | Un cadeau nommé Murray Murray Christmas                            | Ken Wong           | Kirker Butler                           | 5 décembre 2010   | 9 septembre 2011  | 6,97     |
|     |    |                                                                    |                    |                                         |                   |                   |          |
| 30  | 9  | La Bière de l'espoir Beer Walk!                                    | Jim Shellhorn      | Aaron Lee                               | 5 décembre 2010   | 9 septembre 2011  | 5,96     |
|     |    |                                                                    |                    |                                         |                   |                   |          |
| 31  | 10 | Invitez vos enfants au travail Ain't Nothin' But Mutton Bustin'    | Matt Engstrom      | Courtney Lilly                          | 9 janvier 2011    | 9 septembre 2011  | 7,38     |
|     |    |                                                                    |                    |                                         |                   |                   |          |
| 32  | 11 | Un problème nommé Roberta How Do You Solve a Problem Like Roberta? | Anthony Argusa     | Aaron Lee                               | 16 janvier 2011   | 16 septembre 2011 | 5,52     |
|     |    |                                                                    |                    |                                         |                   |                   |          |
| 33  | 12 | La Promotion Like a Boss                                           | Ron Rubio          | Matt Murray                             | 23 janvier 2011   | 16 septembre 2011 | 5,19     |
|     |    |                                                                    |                    |                                         |                   |                   |          |
| 34  | 13 | Des problèmes de taille A Short Story and a Tall Tale              | Ian Graham         | Julius Sharpe                           | 13 février 2011   | 16 septembre 2011 | 4,75     |
|     |    |                                                                    |                    |                                         |                   |                   |          |
| 35  | 14 | Terry le célibataire Terry Unmarried                               | Ken Wong           | Aaron Lee                               | 20 février 2011   | 16 septembre 2011 | 5,43     |
|     |    |                                                                    |                    |                                         |                   |                   |          |
| 36  | 15 | Reconstitution historique The Blue, The Gray and The Brown         | Oreste Canestrelli | Jonathan Green et Gabe Miller           | 6 mars 2011       | 16 septembre 2011 | 4,80     |
|     |    |                                                                    |                    |                                         |                   |                   |          |
| 37  | 16 | L'Arnaque The Way the Cookie Crumbles                              | Jim Shellhorn      | Chadd Gindin                            | 13 mars 2011      | 23 septembre 2011 | 4,64     |
|     |    |                                                                    |                    |                                         |                   |                   |          |
| 38  | 17 | Mise en bière blonde To Live and Die in VA                         | Seung-Woo Cha      | Mehar Sethi                             | 20 mars 2011      | 23 septembre 2011 | 5,45     |
|     |    |                                                                    |                    |                                         |                   |                   |          |
| 39  | 18 | L'Essence de Cleveland The Essence of Cleveland                    | Matt Engstrom      | Jonathan Green et Gabe Miller           | 3 avril 2011      | 23 septembre 2011 | 4,81     |
|     |    |                                                                    |                    |                                         |                   |                   |          |
| 40  | 19 | À voile et à vapeur Ship'rect                                      | Ken Wong           | Teri Schaffer et Raynelle Swilling      | 10 avril 2011     | 23 septembre 2011 | 4,93     |
|     |    |                                                                    |                    |                                         |                   |                   |          |
| 41  | 20 | La Cool Attitude Back to Cool                                      | Anthony Argusa     | Kevin Biggins et Travis Bowe            | 17 avril 2011     | 23 septembre 2011 | 4,61     |
|     |    |                                                                    |                    |                                         |                   |                   |          |
| 42  | 21 | Cleveland, l'émission Your Show of Shows                           | Oreste Canestrelli | Carl Reiner, Aseem Batra et Matt Murray | 8 mai 2011        | 30 septembre 2011 | 4,70     |
|     |    |                                                                    |                    |                                         |                   |                   |          |
| 43  | 22 | Ça chauffe avec Cocoa Bang Bang Hot Cocoa Bang Bang                | Ian Graham         | Kirker Butler                           | 15 mai 2011       | 30 septembre 2011 | 4,64     |
|     |    |                                                                    |                    |                                         |                   |                   |          |